# Quy tắc Hückel

Benzen, hợp chất thơm được biết đến nhiều nhất với 6 (4n + 2, n = 1) electron phi cục bộ hóa.

Trong hóa hữu cơ, quy tắc Hückel là sự ước lượng xem một phân tử mạch vòng phân bố trong một mặt phẳng có các tính chất của hợp chất thơm hay không. Cơ sở cơ học lượng tử cho việc hình thành công thức này lần đầu tiên được nhà hóa học vật lý người Đức là Erich Hückel đưa ra năm 1931. Lần đầu tiên nó được biểu diễn chính xác như là quy tắc 4n+2 do von Doering đưa ra năm 1951. Phân tử của hợp chất vòng tuân thủ quy tắc Hückel khi số lượng π electron của nó bằng {\displaystyle 4n+2} trong đó {\displaystyle n} là các số nguyên không âm (mặc dù trên thực tế các ví dụ chỉ được thiết lập cho các giá trị của n từ n = 0 tới n = 6). Quy tắc Hückel dựa trên các tính toán sử dụng phương pháp Hückel, mặc dù nó cũng có thể được chứng minh bằng cách tính toán đến hệ thống hạt trong vòng.
Các hợp chất thơm có độ ổn định cao hơn so với dự đoán lý thuyết bằng các dữ liệu hiđrô hóa anken; độ ổn định"dư thừa" này là do các đám mây phi cục bộ chứa các electron, được gọi là năng lượng cộng hưởng. Các tiêu chí cho các hợp chất thơm đơn giản là:
1. Tuân thủ quy tắc Hückel, với 4n+2 electron trong đám mây phi cục bộ.
2. Có thể nằm trong mặt phẳng và là hợp chất vòng.
3. Mọi nguyên tử trong vòng đều có thể tham gia vào việc phi cục bộ các electron nhờ có quỹ đạo p hay có các cặp electron không chia sẻ.

## Cải tiến
Quy tắc Hückel không thích hợp cho nhiều hợp chất chứa trên 3 nhân thơm hợp nhất trong kiểu vòng. Ví dụ, pyren chứa 16 electron kết đôi (8 liên kết), coronen chứa 24 electron kết đôi (12 liên kết). Cả hai phân tử đa vòng này đều là hợp chất thơm nhưng chúng không tuân theo quy tắc 4n+2.
Phương pháp Pariser-Parr-Pople là phương pháp chính xác hơn trong việc ước lượng xem một hợp chất có cấu trúc phân tử mạch vòng có phải là hợp chất thơm hay không.

## Quy tắc không gian ba chiều
Năm 2000, các nhà hóa học tại Đức đưa ra công thức cho quy tắc để xác định xem fullerene có là thơm hay không. Cụ thể, họ phát hiện thấy rằng nếu có {\displaystyle 2(n+1)^{2}} π electron thì fulleren sẽ có thể thể hiện các tính chất thơm. Điều này rút ra từ thực tế là fulleren thơm phải có tính đối xứng icosahedron (hay những kiểu thích hợp khác) đầy đủ, sao cho các quỹ đạo phân tử đều được điền đầy. Điều này chỉ có thể xảy ra nếu có chính xác {\displaystyle 2(n+1)^{2}} electron, trong đó {\displaystyle n} là số nguyên không âm. Cụ thể, chẳng hạn buckminsterfulleren với 60 π electron, sẽ không có tính chất thơm, do 60/2=30 không là một số chính phương.